# Maeve Dermody

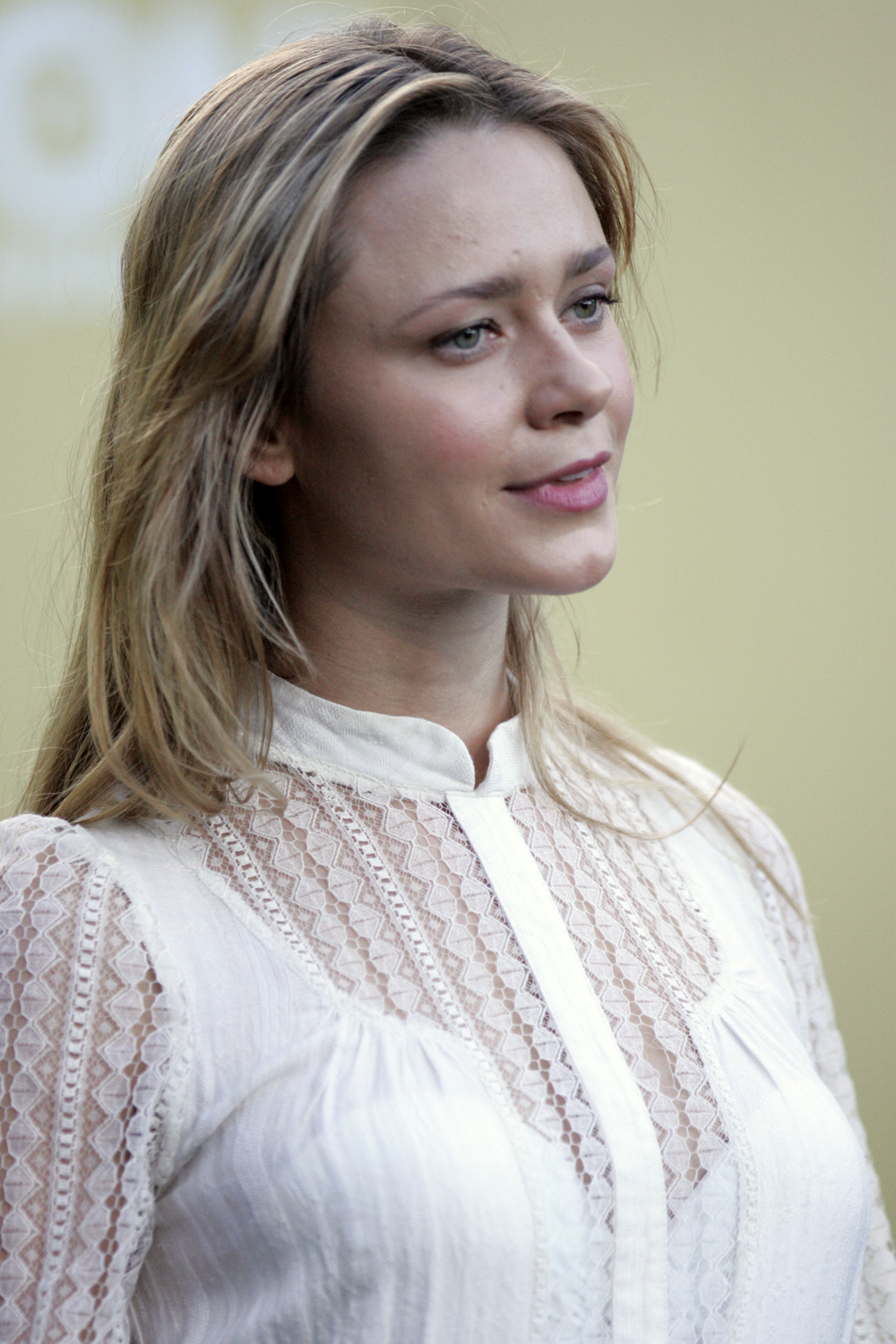
Maeve Dermody (2013)

Maeve Dermody (* 1. Januar 1985 in Sydney) ist eine australische Schauspielerin.

## Leben
Maeve Dermody wurde 1985 als Tochter eines Psychologen und der Schriftstellerin und Regisseurin Susan Murphy Dermody im australischen Sydney geboren. Bereits als Fünfjährige spielte sie unter der Regie ihrer Mutter, die an der Universität „Film“ unterrichtete, in dem 1993 veröffentlichten Streifen Breathing Under Water mit. Die High School schloss sie – mit einem ausgezeichneten Ergebnis – in Mosman, einem Vorort von Sydney, ab. Während der High-School-Zeit in Schauspielklassen und im Australian Theatre for Young People aktiv, begann Mermody nach der High-School in australischen Serien, Kurz- und Fernsehfilmen mitzuspielen. Ihre erste Hauptrolle hatte Mermody 2007 in dem Thriller Black Water. 2010 spielte Maeve Dermody neben Ryan Kwanten die Rolle der Melody in dem Komödiendrama Griff the Invisible.

## Filmografie (Auswahl)

### Filme
- 1992: Breathing Under Water
- 2007: Black Water
- 2009: Beautiful Kate
- 2010: Magpie (Kurzfilm)
- 2010: Griff the Invisible
- 2012: Dangerous Remedy (Fernsehfilm)
- 2016: The Fear of Darkness
- 2016: Pawno
- 2016: The Space Between
- 2017: 2:22 – Zeit für die Liebe (2:22)
- 2020: Der geheime Garten (The Secret Garden)
- 2022: Hilma

### Fernsehserien
- 2003: White Collar Blue (Folge 2x02)
- 2011: Paper Giants: The Birth of Cleo  (2 Folgen)
- 2012: Rake  (2 Folgen)
- 2012: Bikie Wars: Brothers in Arms (6 Folgen)
- 2013: Power Games: The Packer-Murdoch Story (2 Folgen)
- 2013: Serangoon Road  (10 Folgen)
- 2015: Und dann gabs keines mehr (And Then There Were None, Miniserie, 3 Folgen)
- 2016–2018: Marcella  (4 Folgen)
- 2016: Ripper Street (Folge 5x03)
- 2017: SS-GB  (5 Folgen)
- 2017: The Frankenstein Chronicles  (6 Folgen)
- 2019: Carnival Row (6 Folgen)
- 2020–2021: The Beast Must Die (5 Folgen)
- 2022: Agatha Christie’s Ein Schritt ins Leere (Why Didn’t They Ask Evans?, 3 Folgen)